# Diego Vidal de Liendo

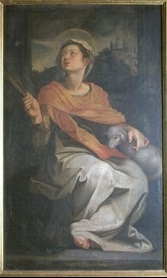
Santa Inés, óleo sobre lienzo, 145 x 90 cm, Sevilla, Catedral de Santa María de la Sede.

Diego Vidal de Liendo (Valmaseda, 1602-Sevilla, 1648) fue un eclesiástico y pintor barroco español, natural de Vizcaya y canónigo racionero de la catedral de Sevilla.
Hijo de Juan de Liendo y de Mari Sainz de Vidal, naturales ambos de Valmaseda el mismo origen tenían sus abuelos y bisabuelos tanto por la rama paterna como por la materna, según consta por el expediente de limpieza de sangre que hubo de superar antes de ser admitido como canónigo en la catedral de Sevilla. En ella había ocupado ya plaza de racionero su tío, Diego Vidal, llamado el Viejo, fallecido en 1615, de quien Francisco Pacheco decía haber visto maravillosos dibujos y que pudiera contarse entre los pintores santos.
Según Ceán Bermúdez podría haber aprendido el arte de la pintura en Roma, a donde habría acudido en búsqueda de prebendas eclesiásticas. Lo más notable de su producción, superior en colorido y dibujo a la de su tío, serían las pinturas que ocupaban los dos retablos colaterales de la sacristía mayor del templo catedralicio, conservadas actualmente en diversas dependencias del mismo, con el Crucificado, las Marías y san Juan, procedentes del retablo del lado del Evangelio, cuatro lienzos de santos (Juan el Bautista, Pedro, Inés y Catalina) y un San Miguel triunfando sobre el demonio que ocupó el ático del retablo de la Epístola, copia del cuadro de Rafael Sanzio ahora en el Museo del Louvre, que pudo conocer por estampas de Marcantonio Raimondi.
Fue también coleccionista de pinturas, dibujos y estampas, de las que llegó a reunir una notable colección. De entre las piezas de las que fue propietario, Pacheco destacó un retrato en miniatura de un muchacho en marco ovalado, obra de un pintor inglés anónimo, que era lo mejor que había visto en el género de la iluminación.